# Дружинина Зосимо-Савватиевская пустынь
Долговицкая Зосимо-Савватиевская (она же Дружинина) — пустынь, основанная во времена Ивана Грозного на правом берегу реки Кокшеньги в трех верстах от деревни Проневской (Нижней).
Интересные подробности об основателе этого монастыря содержались в родословной крестьян Вячеславовых из этой же деревни, составленной не позднее середины XVIII столетия. Её читал и пересказал Е. Бурцев в «Вологодских епархиальных ведомостях» в 1899 году. В этой родословной утверждается, что основателем пустыни является Дружина Вячеславов, живший в XVI веке, человек знатного происхождения по отцовской линии — потомок одного из чешских королей, а по материнской — известной новгородской боярыни Марфы-посадницы Борецкой. Иван Грозный «возлюбил» его и послал в Кокшеньгу «для просвещения слепоты кокшаров и водворения тишины и спокойствия». Как он водворял «тишину и спокойствие» в Кокшеньге, фрондировавшей более ста лет по отношению к Москве, из родословной неясно, однако сообщается, что Дружина Вячеславов на свои средства построил в 1574 году церковь во имя соловецких чудотворцев Зосимы и Савватия. Вокруг неё и обстроился вскоре монастырь его имени. Сам Дружина в глубокой старости постригся в монахи под именем Иосафа. Его преемники в 1665 году добились, чтобы к монастырю была приписана деревня Жалинская вместе с живущими в ней крестьянами. Однако большого богатства этот монастырь так и не накопил, хотя ежегодно в нём проводились конные ярмарки и продажа другого скота, подаренного обители верующими «по обещанию».